# Train (película)
Train es una película de 2008 de terror dirigida y escrita por Gideon Raff; es protagonizada por Thora Birch y Gide.

## Argumento
En Europa del Este, un grupo de atletas universitarios estadounidenses que participan en un campeonato de lucha libre abordan, sin saberlo, un tren que se convertirá en un paseo mortal. Entre ellos están Todd (Derek Magyer) y su novia Alex (Thora Birch), Sheldon (Kavan Reece), Claire (Gloria Votsis), y el joven entrenador asistente Willy (Gedeón Emery). Después de un partido duro, se cuelan lejos de su hotel a un club subterráneo. Sin embargo, a la mañana siguiente, vuelven demasiado tarde para su tren de Odessa.

## Reparto
- Thora Birch como Alexandra "Alex" Roper.
- Derek Magyar como Todd Patterson.
- Gideon Emery como Willy.
- Kavan Reece como Sheldon.
- Gloria Votsis como Claire.

## Producción
La película fue filmada en Bulgaria y fue creada originalmente para ser un remake de Terror Train. Sin embargo, después se convirtió en un proyecto original, compartiendo solo el escenario que ocurre en un tren